# Pterygophyllum hepaticaefolium
Pterygophyllum hepaticaefolium là một loài Rêu trong họ Hookeriaceae. Loài này được (Hampe & Müll. Hal.) A. Jaeger mô tả khoa học đầu tiên năm 1877.